# جان اریکسن

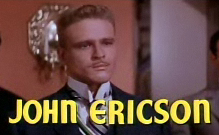

جان اریکسن (انگلیسی: John Ericson؛ زادهٔ ۲۵ سپتامبر ۱۹۲۶ – درگذشته ۳ مهٔ ۲۰۲۰) هنرپیشه اهل ایالات متحده آمریکا بود. وی بین سال‌های ۱۹۵۰ تا ۲۰۰۸ میلادی فعالیت می‌کرد.

## گزیده فیلمشناسی
از فیلم‌ها یا برنامه‌های تلویزیونی که وی در آن نقش داشته‌است می‌توان به آثار زیر اشاره کرد.
- ترزا (فیلم ۱۹۵۱) (۱۹۵۱)
- راپسودی (فیلم) (۱۹۵۴)
- شاهزاده دانشجو (فیلم) (۱۹۵۴)
- آتش سبز (فیلم ۱۹۵۴) (۱۹۵۴)
- روز بد در بلک راک (۱۹۵۵)
- چهل اسلحه (۱۹۵۷)
- پریتی بوی فلوید (۱۹۶۰)
- شیر یا خط (۱۹۶۹)
- تختخواب سحرآمیز (۱۹۷۱)